# Marie von Ebner-Eschenbach
Marie von Ebner-Eschenbach (născută contesă Dubsky; n. 13 septembrie 1830, Zdislavice (Troubky-Zdislavice)⁠(d), Moravia de Sud⁠(d), Cehia – d. 12 martie 1916, Viena, Austro-Ungaria) a fost o scriitoare austriacă de origine cehă.
A aparținut grupării literare Deutsche Rundschau, condusă de scriitorul Julius Rodenberg și care milita pentru un "realism poetic".
Literatura sa redă o atmosferă patriarhală cu accente umanitare.
Pentru scrierile sale de o fină observație psihologică, care surprind stratificarea societății austriece din acea perioadă, poate fi considerată, alături de Ferdinand von Saar, una dintre cele mai valoroase scriitoare de limbă germană ale secolului al XIX-lea.

## Opera

### Povestire
- 1876: Božena;
- 1884: Povestiri de la sate și din castele ("Dorf- und Schloßgeschichten");
- 1886: Noi povestiri de la sate și din castele ("Neue Dorf- und Schloßgeschichten");
- 1892: Trei nuvele ("Drei Novellen")

### Teatru
- 1860: Maria Stuart în Scoția ("Maria Stuart in Schottland");
- 1867: Marie Roland.

### Roman
- 1887: Copilul comunității ("Das Gemeindekind"), roman care descrie viața unui tânăr în condiții vitrege;
- 1903: Agave.

### Alte scrieri
- 1880: Aforisme ("Aphorismen");
- 1906: Anii copilăriei mele ("Meine Kinderjahre"), autobiografie.